# Passenger 57
Passenger 57 (Pasajero 57 en España e Hispanoamérica) es una película de acción estadounidense de 1992, dirigida por Kevin Hooks y protagonizada por Wesley Snipes, Bruce Payne, Tom Sizemore y Elizabeth Hurley. Está basada en un guion para una película que iba a ser protagonizada por Clint Eastwood, pero que jamás se filmó.
Fue un éxito de taquilla, pero no fue bien recibida por la crítica especializada. Fue la película que convirtió a Wesley Snipes en un héroe de acción y lo lanzó a la fama a nivel mundial, al mismo nivel de glorias del género como Arnold Schwarzenegger, Sylvester Stallone, Bruce Willis, Jean-Claude Van Damme o Steven Seagal, entre otros, que triunfaron durante las décadas de los ochenta y los noventa. También supuso una de las primeras apariciones cinematográficas de Elizabeth Hurley.

## Argumento
Charles Rane (Bruce Payne) es un reconocido y mediático terrorista que es capturado mientras intentaba cambiar su aspecto, mediante una cirugía plástica. El FBI en su afán de enviarlo a Los Ángeles, lo más rápido posible, para que enfrente el juicio donde se le condenará por todos sus crímenes, lo suben en un avión de pasajeros, sin percatarse que los secuaces de Rane, planean rescatarlo a sangre y fuego, durante el vuelo. Rápidamente el avión es secuestrado por los terroristas que liberan a Charles Rane, pero ninguno de ellos cuenta con que John Cutter (Wesley Snipes), el pasajero 57 que va a bordo del avión, es un experto en tácticas antiterroristas y un exagente del Servicio Secreto de los Estados Unidos. Ahora John Cutter tiene que enfrentar una misión improvisada, neutralizar a los terroristas, recuperar el control del avión y recapturar vivo o muerto a Charles Rane.

## Reparto
- Wesley Snipes como John Cutter
- Bruce Payne como Charles Rane
- Tom Sizemore como Sly Delvecchio
- Alex Datcher como Marti Slayton
- Bruce Greenwood como Stuart Ramsey
- Robert Hooks como Dwight Henderson
- Elizabeth Hurley como Sabrina Ritchie
- Michael Horse como Forget
- Marc Macaulay como Vincent
- Ernie Lively como el sheriff Leonard Biggs

## Producción

### Desarrollo
Durante muchos años, Warner Bros. tuvo guardado un guion escrito por Stewart Raffill y que tenía como propósito, ser una película protagonizada por Clint Eastwood. El personaje principal estaba hecho para él y diseñado pensando específicamente en su registro interpretativo. El argumento hablaba de un hombre que viajaba a España para dar sepultara a su hijo recién fallecido. Durante el viaje sobre el Océano Atlántico, el avión era tomado por un terrorista iraní que lo obligaba a aterrizar en Irán. El personaje de Clint Eastwood escapa del avión, captura a los mullah y obliga al terrorista a canjear sus vidas por los pasajeros del avión. Por razones que se desconocen, esa película jamás se filmó, pero a principios de los noventa, las películas sobre secuestros se habían puesto de moda, propiciadas por el éxito de Die Hard en 1988. Esto hizo que Warner Bros. quisiera retomar el guion, por lo que pidieron a Raffill que lo reescribiera, cambiara los personajes y le diera un tono menos sombrío.

### Rodaje
El rodaje de la película empezó el 13 de enero de 1992, con algunas tomas aéreas en los Cayos de la Florida. A pesar de que la mayor parte de la historia de la película, transcurre en el estado de Luisiana, ninguna de las escenas se rodó allí. La película fue rodada casi en su totalidad en Orlando, Florida, gran parte en el Aeropuerto Internacional Sanford, el cual hicieron pasar como un pequeño aeropuerto de una población en el estado de Luisiana. La antigua Estación Aeronaval de Sanford, que ya estaba abandonada cuando se rodó la película, fue utilizada como escenario en varias de las escenas y fue demolida justo después del rodaje. También se rodaron algunas escenas en Sanford, Florida. El rodaje finalizó el 26 de febrero de 1992.

## Recepción

### Taquilla
Passenger 57 fue un rotundo éxito comercial, si se tiene en cuenta que su presupuesto fue de $10,513,925 de Dólares, pero recaudo más de $44 millones de Dólares en Estados Unidos, tres veces más de lo que costo hacerla y sin mencionar la taquilla alrededor del mundo y las ventas del formato casero.

### Crítica
Si bien la película fue todo un éxito taquillero, no le fue nada bien con la crítica especializada, con una acogida generalmente negativa. En Rotten Tomatoes tiene una calificación de 24% basada en 25 reseñas, que en su mayoría criticaron la pobreza argumental de la película y lo inverosímil de algunas situaciones, aunque se resalta las actuaciones de Wesley Snipes y Bruce Payne.